# Nueva Tharsis
Nueva Tharsis es una empresa española perteneciente al sector de la minería, con sede en la localidad onubense de Tharsis. Constituye una heredera de varias de las compañías que desde la segunda mitad del siglo XIX han venido explotando los yacimientos de la cuenca minera de Tharsis-La Zarza.

## Historia
Nueva Tharsis nació en 1996 como una sociedad anónima laboral de la mano de los trabajadores de la Compañía Española de Minas de Tharsis para hacerse cargo de los activos e instalaciones de esta. En un principio la sociedad aspiraba a mantener los negocios de la anterior empresa, si bien el contexto económico no le era propicio debido a los bajos precios de la pirita en el mercado. En 1999 la planta de FESA-Fertiberia anunció que no renovaría el contrato de adquisición de mineral a Tharsis, lo que sentenció la actividad de los yacimientos. Como resultado se clausuraron al tráfico el ferrocarril de Tharsis y las principales instalaciones de la zona. Ante el mal estado de las finanzas de Nueva Tharsis, en 2002 esta planteó la subasta del patrimonio minero y ferroviario, aunque dicha eventualidad finalmente no se llegó a materializar. De hecho, la sociedad acabaría colaborando con las instituciones públicas en la conservación y recuperación del patrimonio ferroviario.
Con posterioridad Nueva Tharsis se ha reconstituido como una sociedad anónima y ha tomado parte en diversas iniciativas mineras. En 2018 fue adquirida por la compañía andaluza Magtel, como parte de su incursión en el sector de la minería. Nueva Tharsis, propietaria de los derechos de explotación de los yacimientos de Tharsis y La Zarza, pasó a participar en la sociedad «Tharsis Mining & Metallurgy». En la actualidad existen varios proyectos encaminados a la reapertura de las explotaciones mineras de la zona.